# Condado de Karlovac
El condado de Karlovac (en croata: Karlovačka županija) es un condado de Croacia situado en la intersección de carreteras que separan la Croacia histórica de las antiguas fronteras militares (Vojna krajina). Limita al norte con Eslovenia y al sur con Bosnia-Herzegovina, así como con los condados de Zagreb, Sisak-Moslavina, Primorje-Gorski Kotar y Pikepass. Su gentilicio es carolostadiense.

## División administrativa
- Ciudad de Karlovac
- Villa de Ozalj
- Villa de Ogulin
- Villa de Slunj
- Villa de Duga Resa
- Municipio de Barilović
- Municipio de Bosiljevo
- Municipio de Cetingrad
- Municipio de Draganić
- Municipio de Generalski Stol
- Municipio de Josipdol
- Municipio de Kamanje
- Municipio de Krnjak
- Municipio de Lasinja
- Municipio de Netretić
- Municipio de Plaški
- Municipio de Rakovica
- Municipio de Ribnik
- Municipio de Saborsko
- Municipio de Tounj
- Municipio de Vojnić
- Municipio de Žakanje

## Población

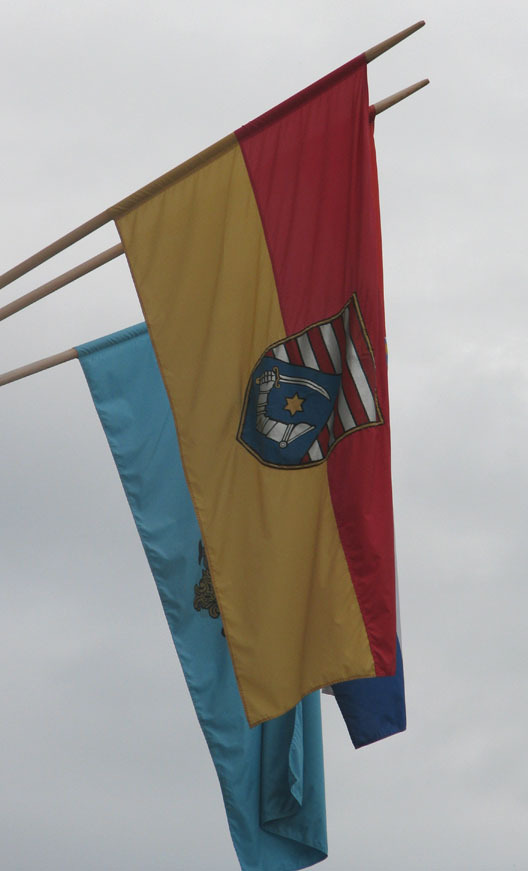
Bandera del Condado.

| Etnia     | Población | Porcentaje |
| --------- | --------- | ---------- |
| Croatas   | 119.490   | 84,27%     |
| Serbios   | 15.651    | 11,04%     |
| Bosnios   | 892       | 0,63%      |
| Eslovenos | 340       | 0,24%      |
| Albaneses | 300       | 0,21%      |
| Otros     | 3.183     | 2,24%      |

## Historia
El condado de Karlovac era una de las dependencias del Reino de Croacia fundado en el año 925. Luego de la muerte del rey Zvonimir de Croacia en 1091, su esposa, la reina Helena, llamó a su hermano San Ladislao I de Hungría para que ocupase el reino con sus ejércitos. El trono vacío croata trató de ser ocupado por varios nobles hasta que finalmente el rey Colomán de Hungría los venció en 1099 y finalmente el reino croata se disolvió enteramente dentro del Reino de Hungría. Los croatas fueron considerados ciudadanos iguales a los húngaros dentro del reino y su cultura e idioma fue respetado a través de los siglos, fungiendo comoexcelentes guerreros contra los invasores otomanos.
El propio condado de Karlovac fue escena de numerosas batallas entre húngaros y croatas contra otomanos durante los siglos XV, XVI y XVII y luego de la liberación del reino húngaro en 1686, cuando los turcos fueron finalmente expulsados por los ejércitos cristianos, la región de Croacia continuó brindando guerreros e intelectuales.
En 1920, luego de la Primera Guerra Mundial, Hungría perdió el 70 % de su territorio con al firma del Tratado de Trianon y la región de Croacia fue unida a Serbia para formar al nueva Yugoslavia, que finalmente terminó por separarse luego de incontables enfrentamientos en la década de 1990.

## Política
La asamblea del condado está compuesta por 44 representantes, repartidos por partidos:
- Unión Democrática Croata (HDZ) 16
- Partido Socialdemócrata de Croacia (SDP) 11
- Partido de los Campesinos de Croacia (HSS) 6
- Partido Social Liberal de Croacia (HSLS) 4
- Centro Democrático (DC) 3
- Partido Croata de los Derechos (HSP) 1
- Partido Croata Puro de los Derechos (HČSP) 1
- Bloque Croata (HB) 1
- Independientes 1